# マティックス
マティックス(Matix Clothing)は1998年DVSのオーナー兼マーケティングディレクターのTim Gavinによって創設された会社。
スケートボードシューズブランドのDVSのウェアラインとしてスタートし、スケーターのDaewon Songにブランドイメージを作ってもらい、現在では全米でも人気のブランドとして確立している。
スケートだけでなく、スノーボードチームを結成したり、サーファーを獲得したりと活動の範囲を広げている。またミュージシャンへのサポートもしている。